# Stan Henderikx
Stan Henderikx (Asten, 8 juli 2003) is een Nederlandse voetballer die doorgaans speelt als verdediger. In de zomer van 2025 verruilde hij FC Den Bosch voor Excelsior Rotterdam.

## Carrière
Henderikx werd in 2012 bij NWC gescout door Helmond Sport en stapte vier jaar later over naar de jeugdopleiding van VVV-Venlo. Bij aanvang van de voorbereiding op het seizoen 2021/22 werd hij met zes andere jeugdspelers overgeheveld naar de selectie van het eerste elftal. De Brabander was een vaste kracht bij de o21 van de Venlose club, maar moest bij het eerste elftal lange tijd genoegen met een plaats op de reservebank. Het duurde bijna twee jaar voordat hij daar ook zijn competitie debuut maakte. Op de slotdag van het seizoen 2022/23 liet trainer Rick Kruys hem in de blessuretijd van een uitwedstrijd bij Jong FC Utrecht (1-1) invallen voor Kristófer Kristinsson. Op 5 oktober 2023 tekende Henderikx zijn eerste profcontract bij VVV-Venlo, voor de duur van een jaar.
In mei 2024 ondertekende de Brabander een driejarig contract bij FC Den Bosch. Zijn debuut aldaar maakte Henderikx op 8 augustus 2024. Hij speelde de volle negentig minuten in de met 2-0 verloren uitwedstrijd tegen FC Eindhoven. Tijdens zijn tweede duel voor de club, op 15 augustus 2024,  scoorde Henderikx zijn eerste goal in het betaalde voetbal. Tegen Jong AZ (6-0) kopte hij uit een corner van Byron Burgering in de achtentwintigste minuut de 3-0 binnen.
Op 9 juli 2025 werd bekend dat Henderikx voor drie seizoenen, met een cluboptie voor nog een jaar, heeft getekend bij Excelsior Rotterdam.

## Clubstatistieken
| 2021/22                               | VVV-Venlo           | Eerste divisie | 0  | 0 | 0 | 0 | — | — | 0  | 0 |
| 2022/23                               | VVV-Venlo           | Eerste divisie | 1  | 0 | 0 | 0 | 0 | 0 | 1  | 0 |
| 2023/24                               | VVV-Venlo           | Eerste divisie | 13 | 0 | 0 | 0 | — | — | 13 | 0 |
| 2024/25                               | FC Den Bosch        | Eerste divisie | 36 | 2 | 1 | 0 | 4 | 0 | 41 | 2 |
| 2025/26                               | Excelsior Rotterdam | Eredivisie     | 1  | 0 | 0 | 0 | — | — | 1  | 0 |
| Totaal                                | Totaal              | Totaal         | 51 | 2 | 1 | 0 | 4 | 0 | 56 | 2 |
| Bijgewerkt tot en met 9 augustus 2025 |                     |                |    |   |   |   |   |   |    |   |